# Mossman
Mossman è una città dell'area Far North Queensland nello stato del Queensland in Australia con 1 937 abitanti.
Prende il nome dal fiume Mossman.